# Miura Chora
Miura Chora (Toba, 1729 – 1780) è stato un poeta giapponese, noto per le sue descrizioni della natura, e vicino ai discepoli di Yosa Buson a Kyoto. Tra i suoi scritti la raccolta “Chora Hokkushu” (1784).